# Andrzej Miłosz

Herb rodziny Miłoszów, Lubicz

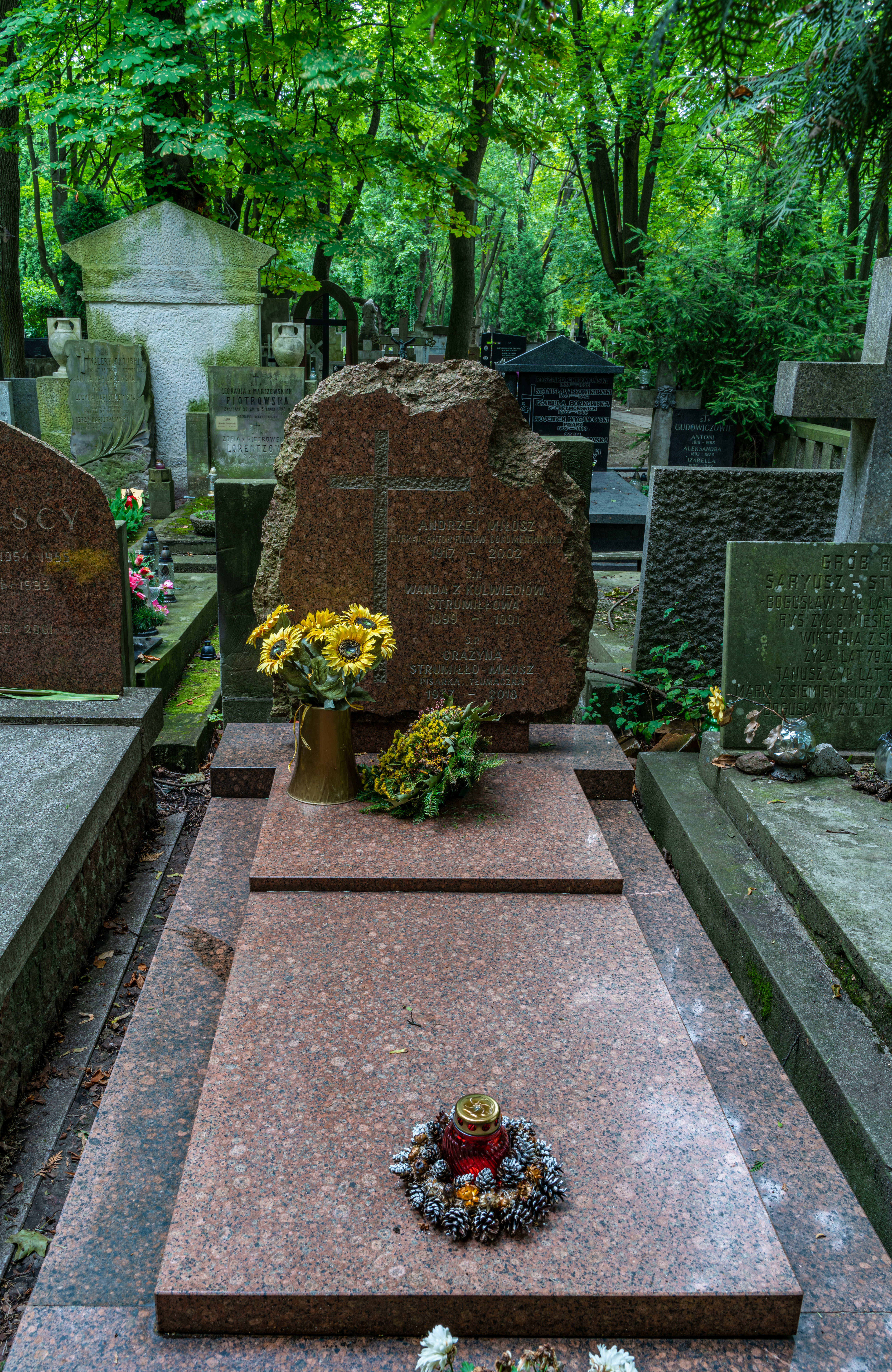
Grób Andrzeja Miłosza na cmentarzu Powązkowskim

Andrzej Miłosz (ur. 19 września 1917 w Rżewie, zm. 21 września 2002 w Warszawie) – polski dziennikarz, publicysta, tłumacz, reżyser filmów dokumentalnych, autor audycji i słuchowisk radiowych. 

## Życiorys
Urodził się w rodzinie Aleksandra Miłosza (1883–1959) h. Lubicz, inżyniera budowy dróg i mostów, i Weroniki z Kunatów (1887–1945) h. Topór. Młodszy brat Czesława. Późną jesienią 1926 roku wraz z rodzicami oraz babką Stanisławą przeprowadzili się z Wilna do Suwałk. W latach 1926–1937 uczęszczał do Gimnazjum Męskiego im. Karola Brzostowskiego (obecnie I Liceum Ogólnokształcące im. Marii Konopnickiej w Suwałkach). Ukończył Akademię Nauk Politycznych w Warszawie. Studiował także socjologię na Uniwersytecie Warszawskim. Debiutował jako reportażysta i publicysta w 1937 roku na łamach prasy. W latach 1938–1939 był członkiem redakcji pisma „Orka na ugorze”. W czasie II wojny światowej był żołnierzem ZWZ i AK w Wilnie i na Litwie. Organizator pierwszych szlaków kurierskich na Wileńszczyźnie, udzielał pomocy polskim oficerom w ucieczce z obozów internowania. W 1943 roku przemycił do Warszawy ukrytych w ciężarówce wileńskich Żydów Seweryna Trossa i jego żonę. W Warszawie Czesław Miłosz przyjął Trossów, znalazł im kryjówkę i wsparł finansowo. Pomógł także trzem Żydówkom, Felicji Wołkomińskiej, jej siostrze i bratowej, które zbiegły z Warszawy w przededniu powstania w getcie. Trossowie zginęli późnym latem 1944 w powstaniu warszawskim. Felicja Wołkomińska przeżyła holocaust i w 1957 roku wyemigrowała do Izraela. Za pomoc udzieloną rodzinie Trossów i Wołkomińskich Czesław i Andrzej Miłoszowie zostali 25 lipca 1989 uhonorowani przez Instytut Jad Waszem tytułem Sprawiedliwych wśród Narodów Świata Wiosną 1944, gdy Armia Czerwona zbliżała się do Wilna, schronił rodziców w pobliżu Szetejń, ratując ich przed wywiezieniem w głąb ZSRR. Do roku 1945 przebywał wraz z rodzicami w miasteczku Głębokie na Wileńszczyźnie, a po wkroczeniu Armii Czerwonej przeniósł się wraz z nimi do Wilna. Po zakończeniu wojny pojechał do Wilna i sprowadził rodziców przez Państwowy Urząd Repatriacyjny do Drewnicy na Żuławach Wiślanych, gdzie matka zaraziła się tyfusem i zmarła w listopadzie 1945. Ojciec pod koniec 1948 ożenił się ponownie a w styczniu 1949 przeprowadził się do Krakowa, gdzie zmarł 17 listopada 1959.
W czasach PRL był tłumaczem literatury i dramaturgii francuskiej, rosyjskiej i radzieckiej, reżyserem-dokumentalistą (m.in. filmów poświęconych swojemu bratu, Czesławowi Miłoszowi), autorem audycji i słuchowisk radiowych w Polskim Radiu, publicystą (m.in. współpracownikiem paryskiej „Kultury”). Był członkiem Stowarzyszenia Pisarzy Polskich (SPP) oraz Stowarzyszenia Filmowców Polskich (SFP). Podczas kryzysu w marcu 1968 został za obronę Żydów zwolniony ze Studia Opracowań Filmów w Warszawie.
Wiosną 1950 roku ożenił się w Elblągu z Hanną Goliszewską (1929–2015). W kwietniu 1952 roku urodziła się im córka, Joanna. Późnym latem 1957 Andrzej Miłosz z żoną Hanną odwiedzili brata Czesława Miłosza, który mieszkał z rodziną w Montgeron pod Paryżem. W lipcu 1959 rozwiódł się z Hanną, a 7 lipca 1961 roku jego drugą żoną została dziennikarka, publicystka i autorka książek dla dzieci Grażyna Strumiłło. Mieszkali w Warszawie przy Alei Wyzwolenia. Napisali wspólnie trzy przewodniki turystyczne na temat Azji Środkowej, Kaukazu i Zakaukazia. W październiku 1980 poleciał do brata Czesława w Berkeley z ekipą filmową.
Zmarł po ciężkiej chorobie w Warszawie, pochowany na cmentarzu Powązkowskim (kwatera 107-4-27).

## Twórczość literacka
- z Grażyną Miłosz: Uśmiech bez parandży. Z reporterskich wędrówek po radzieckiej Azji Środkowej, Książka i Wiedza, 1973
- z Grażyną Miłosz: Kaukaz. koncepcja i układ całości Józef Czesław Bieniek, Wiedza Powszechna, 1979
- z Grażyną Miłosz: Kaukaz i Zakaukazie. Mały przewodnik turystyczny, 1981

## Twórczość filmowa
- 1958: Między morzem Śródziemnym a Czerwonym (notatnik izraelski)
- 1959: Nad Tybrem
- 1960: Na gruzach dawnych kultur (realizacja; wespół z Jerzym Bednarczykiem i Romanem Dziułko; Ośrodek Usług Filmowych)
- 1963: Topniki. Z tajemnic gwary mazurskiej
- 1965: Ludzie z Nordu (realizacja; Tele-Ar)
- 1980: Być poetą (o Czesławie Miłoszu)
- 1991: Rozmowy z Czesławem Miłoszem (serial TV; scenariusz i realizacja)
- 1994: Krwią i rymem. Opowieść o Zbigniewie Jasińskim (realizacja, scenariusz, zdjęcia; wespół z Hanna Motyką; Grupa Filmowa Kontakt, dla Programu 1 TVP)
- 1997: Wizy życia – czyli japoński szlak z litewskiej pułapki. Opowieść o japońskim wicekonsulu Chiune Sugihara w Kownie. (realizacja, scenariusz; wespół z Piotrem Weychertem; Telewizja Polska (Agencja Produkcji Teatralnej i Filmowej), Grupa Filmowa Kontakt)
- 1998: Takie ze mnie dziwadło. Opowieść o poetce Elżbiecie Michalskiej w Złotorii (realizacja, scenariusz; TVP Białystok)
- 1999: Henio (realizacja; wespół z Piotrem Weychertem; Media Kontakt; zapis rozmowy z Henrykiem Błaszczykiem, rzekomą ofiarą Żydów, którego zniknięcie wykorzystano w 1946 roku jako pretekst do pogromu kieleckiego)
- 1999: Pogrom. Kielce – 4 lipca 1946 (reportaż o pogromie kieleckim)
- 2000: Przyśnił mi się sen powrotu (reżyseria, scenariusz; Media Kontakt; reportaż o wizycie Czesława Miłosza na Litwie)
- 2000: Wilno Miłosza (realizacja, scenariusz; Media Kontakt; reportaż o wizycie Czesława Miłosza w Wilnie)

## Odznaczenia
- Medal Stowarzyszenia Autorów ZAiKS (1988)[7]
- Honorowa odznaka ZAiKS-u (1978)[7]